# Titularbistum Scyrus
Scyrus ist ein Titularbistum der römisch-katholischen Kirche.
Es geht zurück auf ein früheres Bistum der Insel Skyros in Griechenland.
| Titularbischöfe von Scyrus |                              |                                                                      |                 |                   |
| Nr.                        | Name                         | Amt                                                                  | von             | bis               |
| 1                          | Andrej Škrábik               | Weihbischof in Nitra Koadjutorbischof von Banská Bystrica (Slowakei) | 12. August 1939 | 21. August 1943   |
| 2                          | Enrique González Alvarez, OP | Apostolischer Vikar von Urubamba y Madre de Dios (Peru)              | 14. März 1946   | 2. Juni 1948      |
| 3                          | Carl Joseph Leiprecht        | Weihbischof in Rottenburg (Deutschland)                              | 7. Oktober 1948 | 21. Juni 1949     |
| 4                          | Jules Lecouvet               | Weihbischof in Tournai (Belgien)                                     | 9. Juli 1949    | 31. Mai 1959      |
| 5                          | Bernhard Schräder            | Weihbischof in Osnabrück (Deutschland)                               | 22. Juni 1959   | 10. Dezember 1971 |